# Sun Modular Datacenter

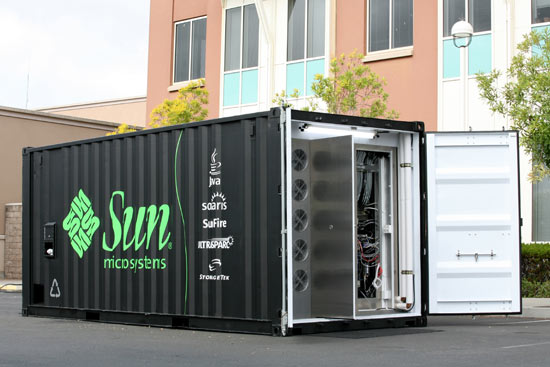
Sun Modular Datacenter "Blackbox"

Il Sun Modular Datacenter (Sun MD, conosciuto in fase di prototipo come Blackbox) è un datacenter portatile costruito all'interno di un container standard da 20 piedi ( 6 metri circa) prodotto e commercializzato dalla Sun Microsystems. Per il funzionamento del Sun MD sono necessari una connessione all'impianto idrico (acqua fredda in entrata, calda in uscita) e una notevole potenza elettrica. Un datacenter con più di 280 server può essere velocemente consegnato dentro un normale container e connesso all'infrastruttura, in posti che normalmente non potrebbero ospitare una struttura tradizionale. La Sun Microsystem afferma che il sistema può essere reso operativo ad un centesimo del costo di costruzione di un datacenter tradizionale.

## Clienti
Il 14 giugno 2007 la Stanford Linear Accelerator Center (SLAC) ha implementato una soluzione Sun MD contenente 252 server Sun Fire X2200.

Nel 2009 l'Internet Archive ha spostato il proprio archivio digitale su un Sun Modular Datacenter.

Altri clienti come Radboud University utilizzano Sun MD.

## Storia
Il primo prototipo è stato annunciato come "Project Blackbox" nell'ottobre del 2006;
il prodotto ufficiale è stato annunciato a gennaio del 2008.

Il Progetto Blackbox, con 1.088 processori AMD Opteron si è classificato 412 nella lista TOP500, in giugno 2007.

Alla fine del 2003, i dipendenti dell'Internet Archive scrissero un documento in cui proponevano la costruzione di un container da 40 piedi che fosse in grado di contenere l'allora attuale archivio.
La prima implementazione di ciò avvenne da parte della Sun Microsystem nel marzo 2009.
Google nel novembre 2005 iniziò a lavorare su un proprio "container datacenter".

Anche se nel gennaio 2007 venne comunicato che il progetto era stato interrotto,
nell'ottobre 2007 ottenne comunque un brevetto per un datacenter in un container.